# 밀란 루치치
밀란 루치치(영어: Milan Lucic, 세르비아어: Милан Лучић, Milan Lučić, 1988년 6월 7일~)는 캐나다의 아이스하키 선수이다. 포지션은 레프트윙으로 현재 내셔널 하키 리그(NHL)의 캘거리 플레임스 소속으로 활동하고 있다.